# Ceinture alimentaire
 (mai 2020).
Une ceinture alimentaire est un projet d'organisation territoriale développant des rapports de production, transformation, distribution et consommation en circuit court, de sorte que la population locale concernée atteigne progressivement la souveraineté alimentaire.
Le terme « ceinture » tient au fait que ces projets s'élaborent autour de métropoles, lesquelles construisent de la sorte, une solidarité entre ville et campagne environnante. Il ne faudrait pourtant pas comprendre que cette dernière, rurale, est mise au service de la population citadine. C'est ensemble que sont imaginés et supportés les projets nourriciers de tous, ruraux et citadins.

## Caractéristiques
Chaque projet s'adapte en fonction des particularités et des enjeux des territoires concernés. Il n'y a pas d’actions précises à absolument développer pour décliner le concept. La démarche relève surtout d’un état d’esprit soucieux de coopération, de durabilité et d’équité.
Des caractéristiques sont toutefois récurrentes aux ceintures alimentaires :

### Rassemblement des initiatives existantes
Les ceintures alimentaires s'initient sur des territoires qui ont souvent déjà entamé une démarche de transition écologique dans le secteur de la production alimentaire. Elles commencent donc par réunir ce qui existe déjà en fait d'acteurs et de projets. Si ces derniers peuvent être par nature très différents, l'essentiel c'est la convergence des intentions et la visée ultime : la souveraineté alimentaire.

### Interconnexion des acteurs des différentes filières
Conscient du caractère écosystémique du secteur de la production alimentaire, une ceinture alimentaire travaille à  l'interconnexion de tous acteurs locaux concernés, de la graine au pain ou de la fourche à la fourchette -pour reprendre des locutions devenues caractéristiques de la présentation de ces mouvements. En effet, si on ne peut nier des intérêts économiques divers, variés et donc parfois économiquement concurrents, il est clair que  « le manque de mise en réseau et de professionnalisation tend à faire péricliter ces mouvements ». C'est la raison pour laquelle on peut constater la mise en place assez fréquente d'une approche par filière, de sorte à identifier tous les échelons et tous les intervenants de la chaîne, par type de produits. L'idéal est bien de n'en écarter aucun.

### Circuits courts
Pour réduire au maximum les intermédiaires pour des raisons d'économie des coûts, cette option pour la chaîne d’approvisionnement local, et donc de saison, vise avant tout la plus-value écologique et sociale. Le caractère pérenne des facilités de transports que nous connaissons actuellement n'étant pas garanti, le système d'approvisionnement actuel en flux tendus de la grande distributions est vulnérable aux aléas qui peuvent affecter sa chaîne d'approvisionnement. Le circuit court, choix d'une économie locale solidaire, relève donc aussi d'une volonté de réalisme en matière énergétique et écologique

## En Belgique
Les projets de ceintures alimentaires sont déjà nombreux. On peut citer :
- la Ceinture Aliment-Terre Liégeoise (CATL)[2],
- le Réseau Aliment-terre de l'arrondissement de Verviers (RATav)[3],
- la Ceinture alimentaire de Charleroi Métropole[4],
- la Ceinture alimentaire du Tournaisis[5],
- la Ceinture AlimenTerre Hutoise[6],
- et celle de Namur[7].

Ces projets territoriaux se sont coalisés au sein de "Ccréalim", le Collectif en Circuit Court des Réseaux et Ceintures alimentaires"

## Auteurs de référence
- Barbara Garbarczyk, « Au-delà des circuits-courts, que proposent les ceintures alimentaires ? », Analyse, SAW-B en ligne, 2017

### Vidéos-reportages
- L'Hebdo : Interview de Christian Jonet, coordinateur de la Ceinture aliment-Terre Liégeoise Production RTC - 30 juin 2017
- La Ceinture aliment-terre liégeoise, c'est quoi ? Production Vivre ici (RTBf) - 18 décembre 2018
- Interview de François Sonnet-Ceinture Aliment-Terre liégeoise Production Libramont & Co-11 janvier 2018
- A Charleroi, comment nourrir la ville ? La Libre - Inspire - Reportage de Valentine Van Vyve - 24 septembre 2018
- Le Tournaisis en route vers l'autonomie alimentaire Production Vivre Ici (RTBf) - 28 janvier 2019
- La ceinture alimentaire de Verviers Production Otra Vista Agency - 14 février 2019
- Une "Ceinture alimentaire", à quoi ça sert ? Production Canal C, Namur - 27 sept 2019